# Brigada Irlandesa
La Brigada Irlandesa, también conocida como Irish Brigade y Bandera Irlandesa, fue un grupo de voluntarios irlandeses que apoyaron a las tropas sublevadas durante la guerra civil española. La unidad fue formada por el dirigente «protofascista» irlandés Eoin O'Duffy, quien previamente había organizado los grupos Camisas Azules y Camisas Verdes en Irlanda.

## Antecedentes
La proclamación de la Segunda República Española fue recibida con simpatía por la opinión pública del Estado Libre de Irlanda, pero la simpatía se tornó en hostilidad cuando el gobierno republicano empezó a aplicar una política contraria a los intereses de la Iglesia católica ―«la devoción por el catolicismo, tanto profesado como practicado, era una característica palpable en la sociedad irlandesa de esa década»―. Así, cuando estalló la guerra civil española, la mayor parte de la población, incluidos sectores de la izquierda, apoyó al bando nacional, sobre todo después de que se conociera la persecución religiosa contra el clero católico desencadenada por el bando republicano que fue ampliamente descrita por la prensa ―que también recordó los lazos históricos que unían a la «católica Irlanda» con la «católica España»―. «La gente se mostró indignada» y «una ola de fervor anticomunista barrió Irlanda, especialmente en los pueblos y aldeas de las zonas rurales, que entonces albergaba a dos tercios de la población total del país». Hubo grandes manifestaciones y concentraciones en defensa de la «España católica» y se organizaron colectas en las iglesias para enviar ayuda médica y civil al bando sublevado organizadas por la jerarquía católica y por el llamado Frente Cristiano Irlandés. Además los sermones de las misas solían contener alabanzas al general Franco. El gobierno de Eamon de Valera, que se había declarado neutral, recibió presiones desde muchos sectores para que reconociera al régimen de Franco, aunque nunca lo hizo. Solo grupos nacionalistas radicales del IRA simpatizaban con la República española.
Tras ser destituido de su cargo de comisario de la policía nacional irlandesa (Garda Síochána) que él mismo había fundado, el general Eoin O'Duffy transformó la Asociación de Camaradas del Ejército, compuesta por veteranos de la guerra civil irlandesa (1922-1923) favorables al Tratado anglo-irlandés, en una «organización protofascita» conocida como los Camisas Azules que llegó a contar con unos cuarenta mil miembros.

## Historia
El 15 de agosto de 1936, cuatro semanas después de que comenzara la guerra civil española, el general O'Duffy hizo un llamamiento en el diario Irish Independent pidiendo voluntarios para formar una brigada que fuera a combatir a España «al lado de las fuerzas cristianas». Algunos periódicos irlandeses afirmaron que al llamamiento habían respondido cinco mil hombres. Al tener un carácter militar la Iglesia Católica irlandesa no apoyó la iniciativa de O’Duffy. Los que finalmente fueron a España provenían de pequeñas ciudades y de pueblos y aldeas, a diferencia de los integrantes de la columna Connolly que lucharon del lado de la República española que procedían en su mayoría de las barriadas obreras de las ciudades. Después de superar numerosas dificultades en cuanto a su organización y transporte la Brigada Católica de O’Duffy, compuesta por 700 hombres, llegó a la España franquista a finales de 1936, concretamente a la base de Cáceres.

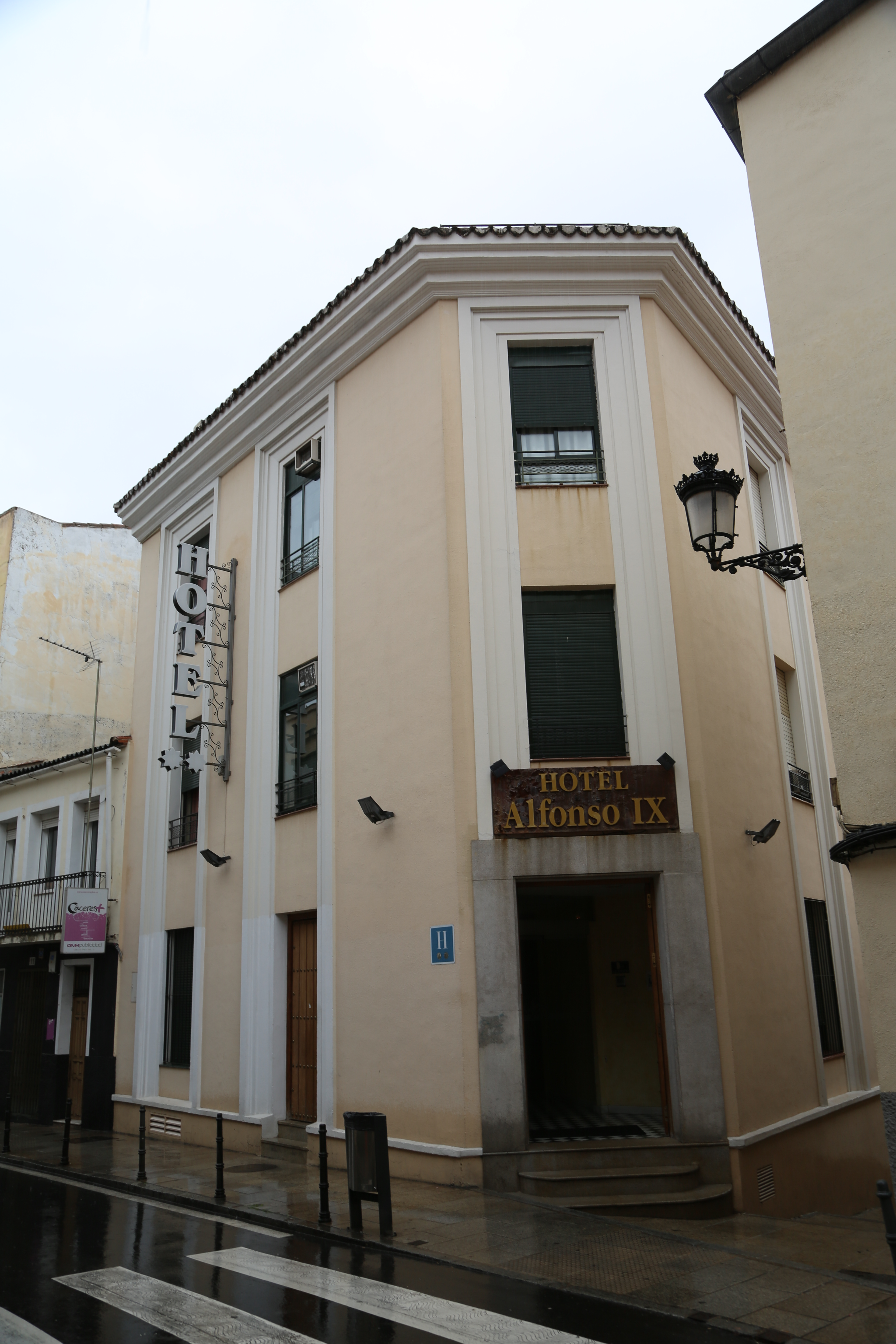
Este hotel, en la calle Parras 9 de Cáceres, originalmente denominado Hotel Álvarez, fue la primera sede de Eoin O'Duffy.

Como su número no era suficiente para que formara una unidad militar autónoma, ni se podía incorporar en otra unidad de voluntarios más grande porque no la había, pues la brigada de O'Duffy era «la única fuerza organizada constituida íntegramente por voluntarios que se sumó al bando de Franco», se integró en la Legión Extranjera formando la XV Bandera. Pero era «un batallón de infantería aislado y débil que dependía de unidades externas españolas para todos los servicios de apoyo». Participó en la batalla del Jarama pero en el transcurso de los combates sus integrantes fueron confundidos con una partida de las Brigadas Internacionales y cuatro de ellos murieron, aunque llegaron a causar varias bajas al «enemigo» que eran los de su propio bando franquista. Estos hechos mermaron la reputación de la Brigada Irlandesa que no mejoró cuando participó en una fracasada operación de distracción previa a la Batalla de Guadalajara en la que murieron otros cuatro irlandeses y varios más fueron heridos y el general O'Duffy para evitar el posible amotinamiento de sus oficiales se negó a participar en la ofensiva prevista para el día siguiente. Así, la XV Bandera fue trasladada a otro sector del frente de Madrid.
Durante ese periodo de inactividad O'Duffy perdió la lealtad de algunos de sus oficiales y de parte de la tropa debido a sus frecuentes ausencias del frente ―con estancias en un hotel de lujo de Salamanca o viajes a Sevilla― y a su excesiva afición a la bebida. Así la moral, el respeto y la disciplina se fueron erosionando y los mandos franquistas fueron informados del deterioro de la situación por los oficiales españoles de enlace. La consecuencia de todo ello fue que el 13 de abril de 1937 el general Franco disolvió la unidad. Entre los motivos de su decisión se encontraba además el coste económico de la XV Bandera que no compensaban las escasas o nulas remesas de dinero provenientes de Irlanda y el reiterado rechazo de O’Duffy a integrar a sus hombres en una unidad operativa viable bajo mando español. También pudo influir la negativa de O’Duffy a combatir en el frente vasco porque no quería luchar contra otros católicos (el Eusko Gudarostea), a pesar de que ese era el próximo objetivo franquista una vez fracasada la batalla de Madrid. Durante las semanas que tardó en organizarse la repatriación surgieron nuevas fricciones entre los integrantes de la Brigada que llegó a Irlanda en junio de 1937. El ayuntamiento de Dublín organizó una recepción oficial y los integrantes de la Brigada fueron bien acogidos en sus localidades de origen.

## Memoria histórica
Las fricciones entre los miembros de la Brigada, cuyas supuestas proezas en España habían sido magnificadas por la prensa, continuaron en Irlanda, lo que mermó su prestigio. Los intentos de formar una asociación de veteranos fracasaron y el propio O’Duffy «quedó sumido en una enfermedad terminal y en la obscuridad política». Muchos irlandeses se alistaron en el Ejército británico cuando estalló la Segunda Guerra Mundial, desafiando la neutralidad que había decretado el gobierno de De Valera. Por su parte, la Iglesia Católica en Irlanda nunca les reconoció el sacrificio que habían hecho, lo que se unió al descrédito en que cayeron los Camisas Azules tras el final de la contienda mundial. «En los años sesenta, con la moda izquierdista, los veteranos no se atrevían a recordar su campaña en público, mientras que sus hijos y nietos se avergonzaban de tener cualquier relación con la misma».
En la Irlanda moderna «cuando se recuerda la unidad de voluntarios que fue a España con el general Eoin O’Duffy, se reacciona con un silencio avergonzado o se bromea despectivamente sobre ello como si se tratara de una anécdota sin importancia. En cambio, cuando se menciona al contingente contrario, no se bromea ni hay asomo de vergüenza. Los hombres de la llamada “Columna Connolly” se consideran poco menos que guardianes de la civilización». A los muertos de la Columna Connolly se les levantó un monumento en Dublín junto a la sede de los sindicatos, mientras que no existe ningún monumento en Irlanda que recuerde a la Brigada de O'Duffy.
El gobierno irlandés destruyo gran parte del contenido relacionado con la brigada